# Sumthing Distribution
Sumthing Distribution foi uma empresa americana fundada por Nile Rodgers que distribuía gravação de artistas e gravadoras independentes. Era a maior empresa de distribuição de propriedade afro-americana da América. Foi anunciado em 3 de janeiro de 2019 que a empresa havia fechado seus negócios naquela semana.